# 6e Satellite Awards
De uitreiking van de 6e Satellite Awards, waarbij prijzen werden uitgereikt in verschillende categorieën voor film en televisie uit het jaar 2001, vond plaats in Los Angeles op 19 januari 2002.

## Film

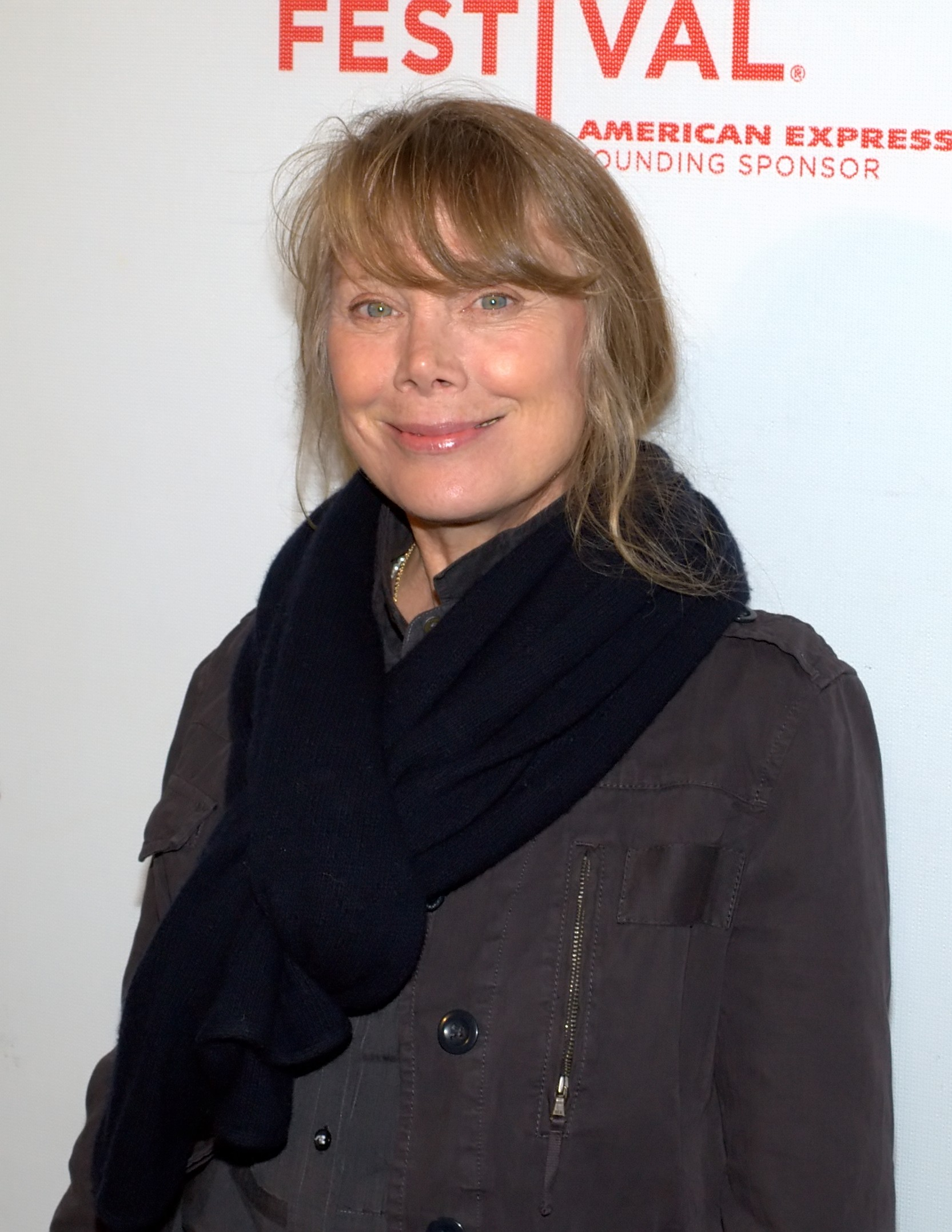
Sissy Spacek (In the Bedroom), winnaar beste actrice in een dramafilm

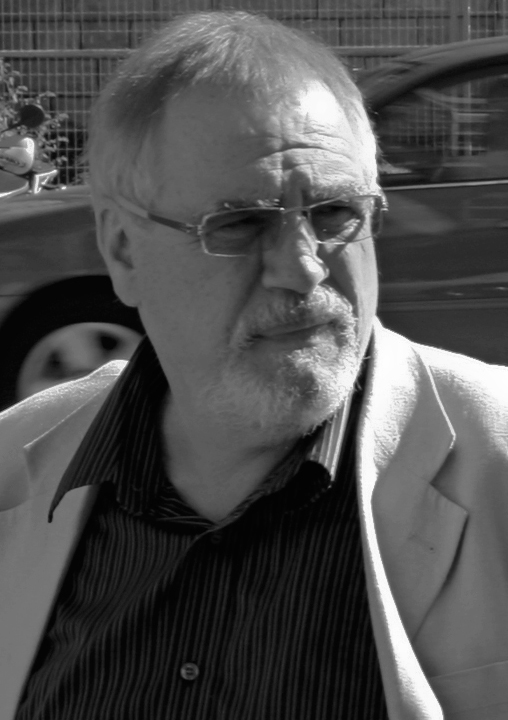
Brian Cox (L.I.E.), winnaar beste acteur in een dramafilm

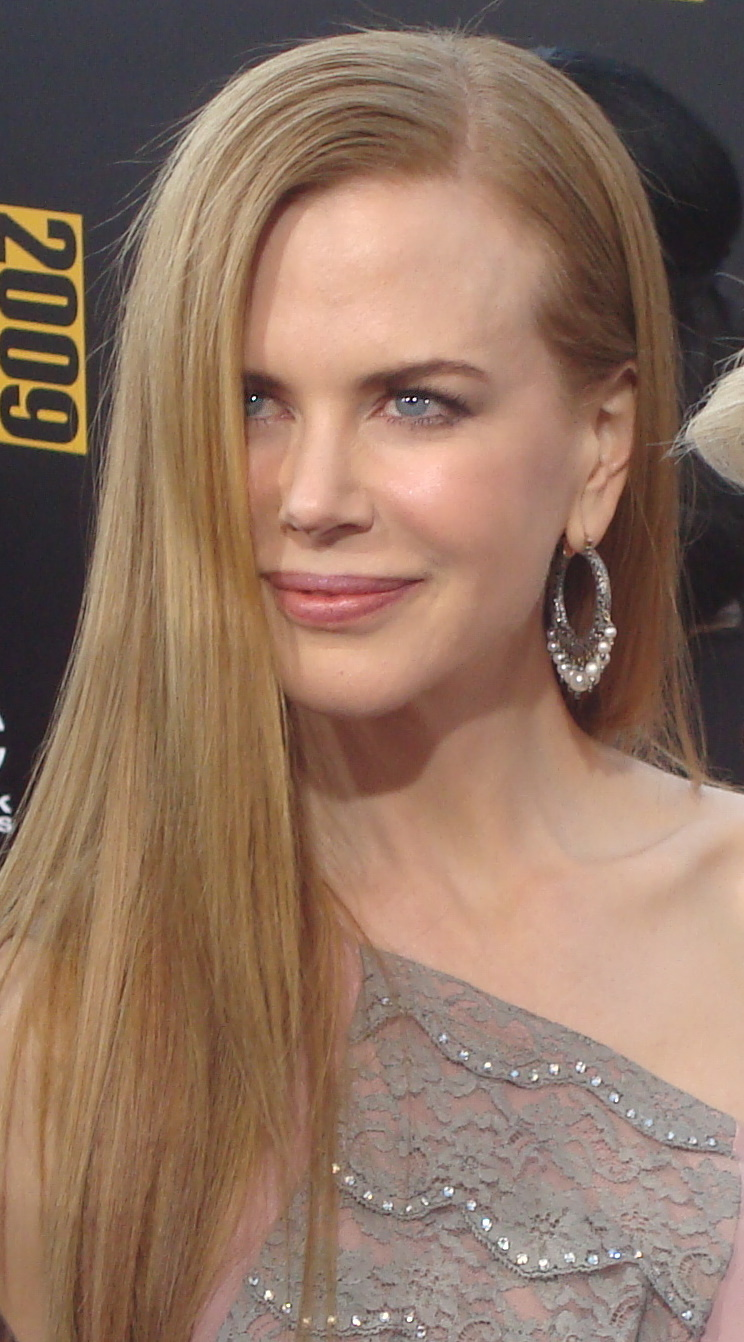
Nicole Kidman (Moulin Rouge!), winnaar beste actrice in een komische of muzikale film

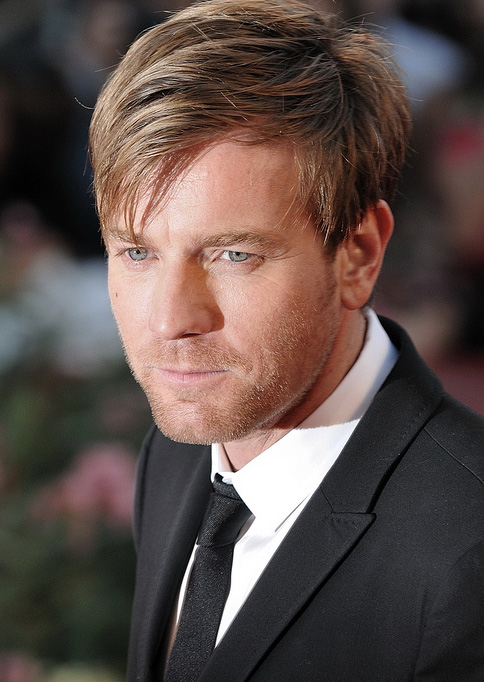
Ewan McGregor (Moulin Rouge!), winnaar beste acteur in een komische of muzikale film

### Beste dramafilm
- In the Bedroom
  - The Deep End
  - Memento
  - The Others
  - Sexy Beast

### Beste komische of muzikale film
- Moulin Rouge!
  - Bridget Jones's Diary
  - Gosford Park
  - Hedwig and the Angry Inch
  - The Royal Tenenbaums

### Beste actrice in een dramafilm
- Sissy Spacek – In the Bedroom
  - Halle Berry – Monster's Ball
  - Cate Blanchett – Charlotte Gray
  - Judi Dench – Iris
  - Nicole Kidman – The Others
  - Tilda Swinton – The Deep End

### Beste acteur in een dramafilm
- Brian Cox – L.I.E.
  - Russell Crowe – A Beautiful Mind
  - Guy Pearce – Memento
  - Sean Penn – I Am Sam
  - Billy Bob Thornton – Monster's Ball
  - Denzel Washington – Training Day

### Beste actrice in een komische of muzikale film
- Nicole Kidman – Moulin Rouge!
  - Thora Birch – Ghost World
  - Audrey Tautou – Le fabuleux destin d'Amélie Poulain
  - Sigourney Weaver – Heartbreakers
  - Reese Witherspoon – Legally Blonde
  - Renée Zellweger – Bridget Jones's Diary

### Beste acteur in een komische of muzikale film
- Ewan McGregor – Moulin Rouge!
  - Colin Firth – Bridget Jones's Diary
  - Gene Hackman – The Royal Tenenbaums
  - John Cameron Mitchell – Hedwig and the Angry Inch
  - Ben Stiller – Zoolander
  - Chris Tucker – Rush Hour 2

### Beste actrice in een bijrol in een dramafilm
- Jennifer Connelly – A Beautiful Mind
  - Fionnula Flanagan – The Others
  - Brittany Murphy – Don't Say a Word
  - Julia Stiles – The Business of Strangers
  - Marisa Tomei – In the Bedroom
  - Kate Winslet – Iris

### Beste acteur in een bijrol in een dramafilm
- Ben Kingsley – Sexy Beast
  - Jim Broadbent – Iris
  - Billy Crudup – Charlotte Gray
  - Ed Harris – A Beautiful Mind
  - Ian McKellen – The Lord of the Rings: The Fellowship of the Ring
  - Goran Visnjic – The Deep End

### Beste actrice in een bijrol in een komische of muzikale film
- Maggie Smith – Gosford Park
  - Anjelica Huston – The Royal Tenenbaums
  - Helen Mirren – Gosford Park
  - Gwyneth Paltrow – The Royal Tenenbaums
  - Miriam Shor – Hedwig and the Angry Inch
  - Emily Watson – Gosford Park

### Beste acteur in een bijrol in een komische of muzikale film
- Jim Broadbent – Moulin Rouge!
  - Steve Buscemi – Ghost World
  - Hugh Grant – Bridget Jones's Diary
  - Carl Reiner – Ocean's Eleven
  - Ben Stiller – The Royal Tenenbaums
  - Owen Wilson – The Royal Tenenbaums

### Beste niet-Engelstalige film
- Ničija zemlja (Bosnië-Herzegovina)
  - Le fabuleux destin d'Amélie Poulain (Frankrijk)
  - Baran (Iran)
  - Shiqi sui de dan che (China/Frankrijk/Taiwan)
  - Der Krieger und die Kaiserin (Duitsland)
  - La virgen de los sicarios (Colombia/Frankrijk/Spanje)

### Beste geanimeerde of mixed media film
- The Lord of the Rings: The Fellowship of the Ring
  - Harry Potter en de Steen der Wijzen
  - Jimmy Neutron: Boy Genius
  - Monsters, Inc.
  - Shrek

### Beste regisseur
- Baz Luhrmann – Moulin Rouge!
  - Jonathan Glazer – Sexy Beast
  - John Cameron Mitchell – Hedwig and the Angry Inch
  - Christopher Nolan – Memento
  - Scott McGehee & David Siegel – The Deep End

### Beste origineel script
- Monster's Ball – Milo Addica en Will Rokos
  - Memento – Christopher Nolan
  - Moulin Rouge! – Baz Luhrmann en Craig Pierce
  - The Others – Alejandro Amenábar
  - Sexy Beast – Louis Mellis en David Scinto

### Beste bewerkte script
- In the Bedroom – Robert Festinger & Todd Field
  - A Beautiful Mind – Akiva Goldsman
  - Hedwig and the Angry Inch – John Cameron Mitchell
  - Last Orders – Fred Schepisi
  - The Lord of the Rings: The Fellowship of the Ring – Philippa Boyens, Peter Jackson & Fran Walsh

### Beste filmsong
- "All Love Can Be" – Charlotte Church – A Beautiful Mind
  - "Come What May" – Moulin Rouge!
  - "There You'll Be" – Pearl Harbor
  - "Vanilla Sky" – Vanilla Sky
  - "I Fall Apart" – Vanilla Sky

### Beste cinematografie
- The Man Who Wasn't There – Roger Deakins
  - Hearts in Atlantis
  - The Lord of the Rings: The Fellowship of the Ring
  - Moulin Rouge!
  - Pearl Harbor

### Beste visuele effecten
- The Lord of the Rings: The Fellowship of the Ring
  - Harry Potter and the Philosopher's Stone
  - Jurassic Park III
  - Moulin Rouge!
  - Pearl Harbor

### Beste montage
- The Lord of the Rings: The Fellowship of the Ring – John Gilbert
  - Le fabuleux destin d'Amélie Poulain
  - A Beautiful Mind
  - Harry Potter en de Steen der Wijzen
  - Moulin Rouge!

### Beste soundtrack
- "Moulin Rouge!" – Craig Armstrong
  - "A Beautiful Mind" – James Horner
  - "Hannibal" – Hans Zimmer
  - "Legally Blonde" – Rolfe Kent
  - "Spy Game" – Harry Gregson-Williams

### Beste geluidseffecten
- The Lord of the Rings: The Fellowship of the Ring
  - Hedwig and the Angry Inch
  - Jurassic Park III
  - Moulin Rouge!
  - The Others

### Beste Art Direction
- Moulin Rouge!
  - Gosford Park
  - Harry Potter
  - The Lord of the Rings: The Fellowship of the Ring
  - The Others

### Beste kostuums
- Moulin Rouge!
  - The Affair of the Necklace
  - From Hell
  - The Lord of the Rings: The Fellowship of the Ring
  - Planet of the Apes

## Televisie

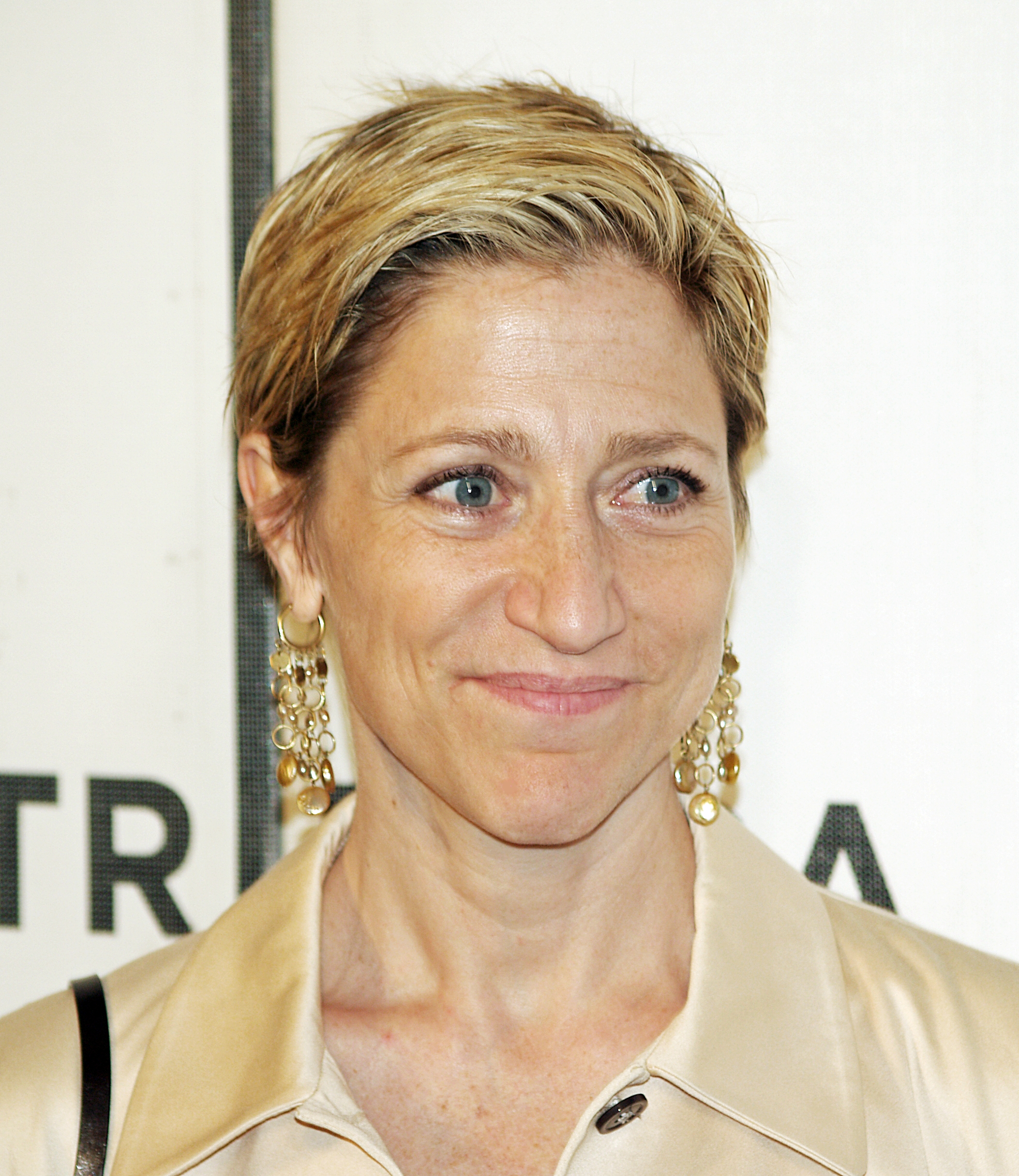
Edie Falco (The Sopranos), winnaar beste actrice in een dramaserie

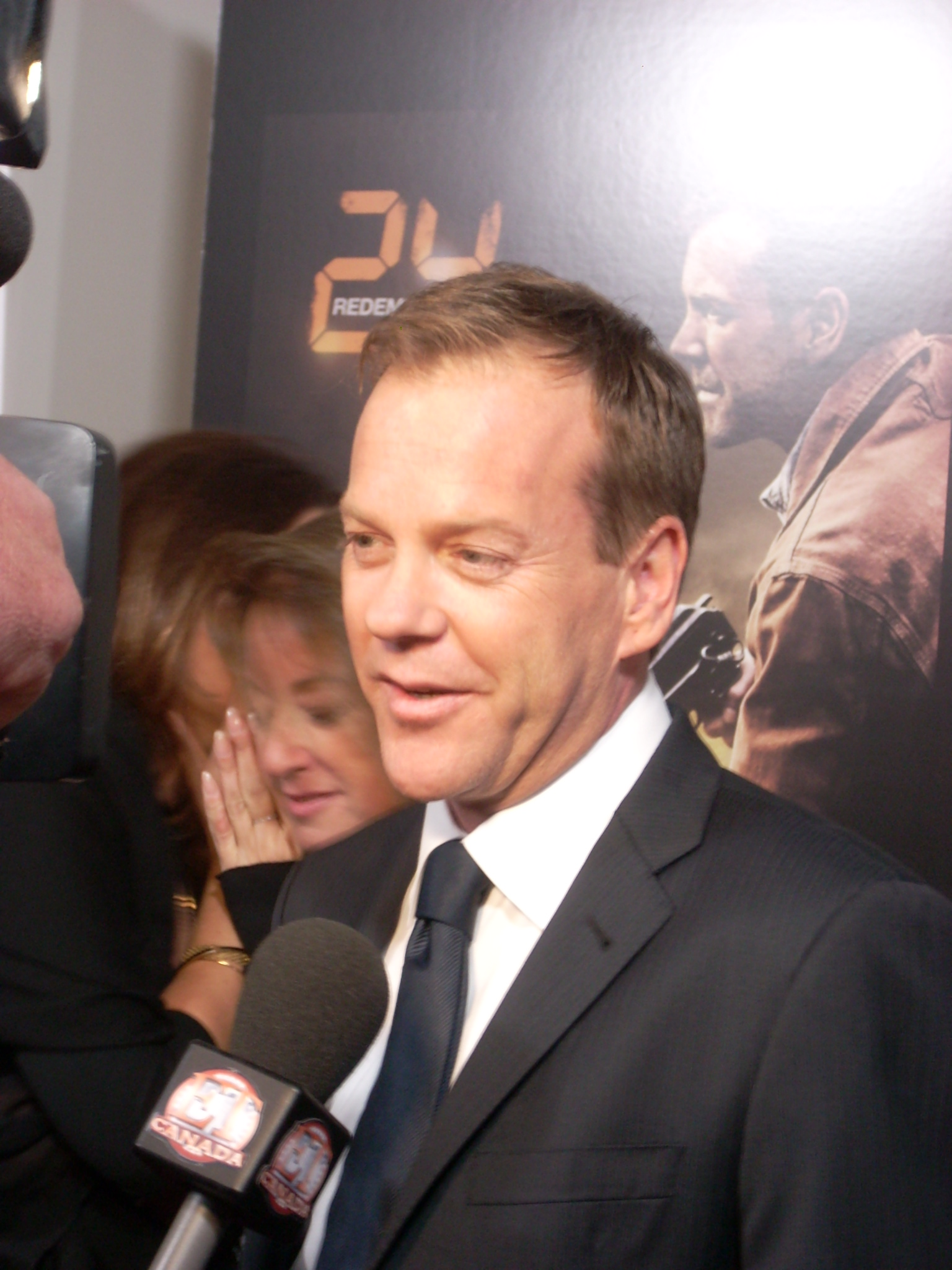
Kiefer Sutherland (24), winnaar beste acteur in een dramaserie

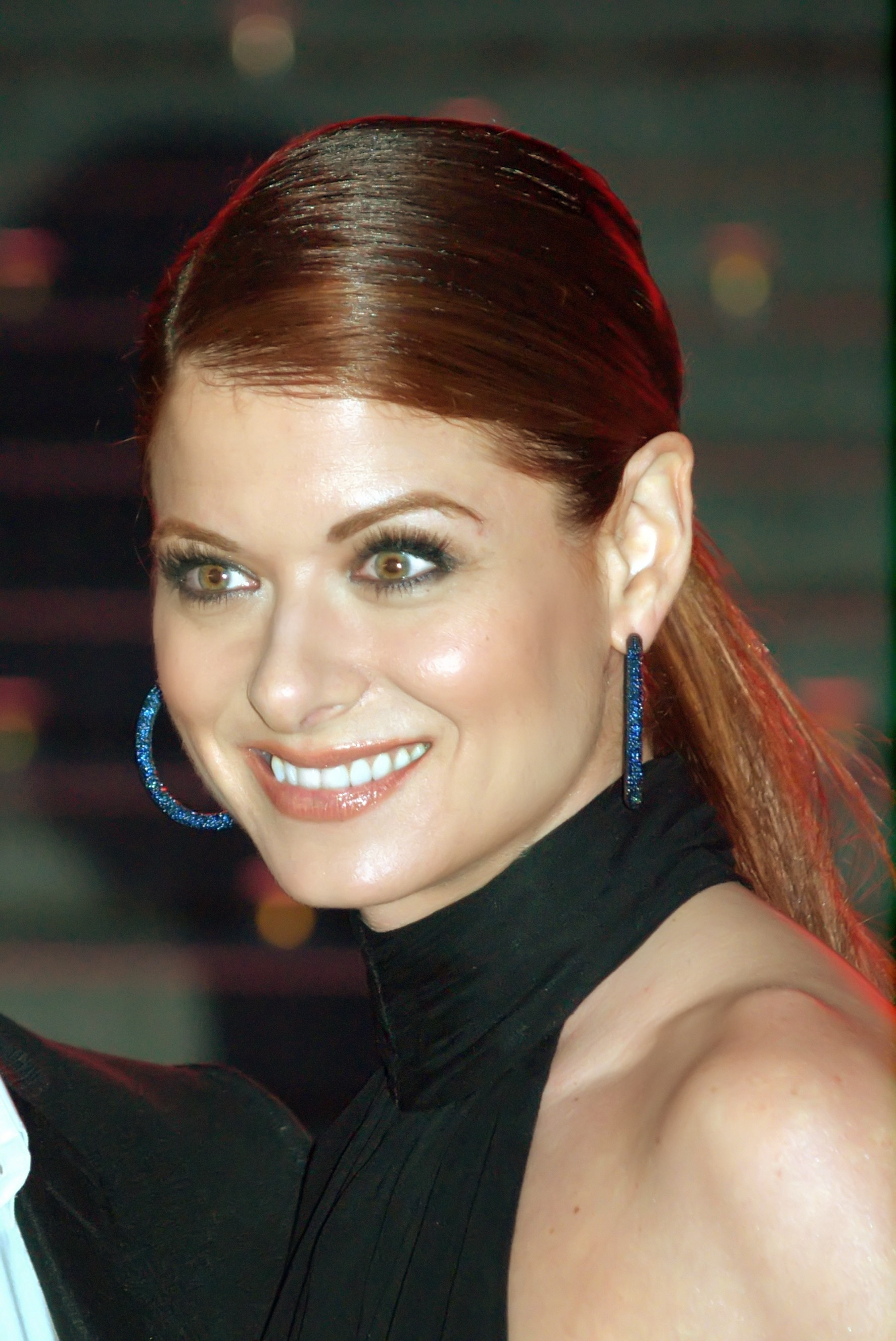
Debra Messing (Will & Grace), winnaar beste actrice in een komische of muzikale serie

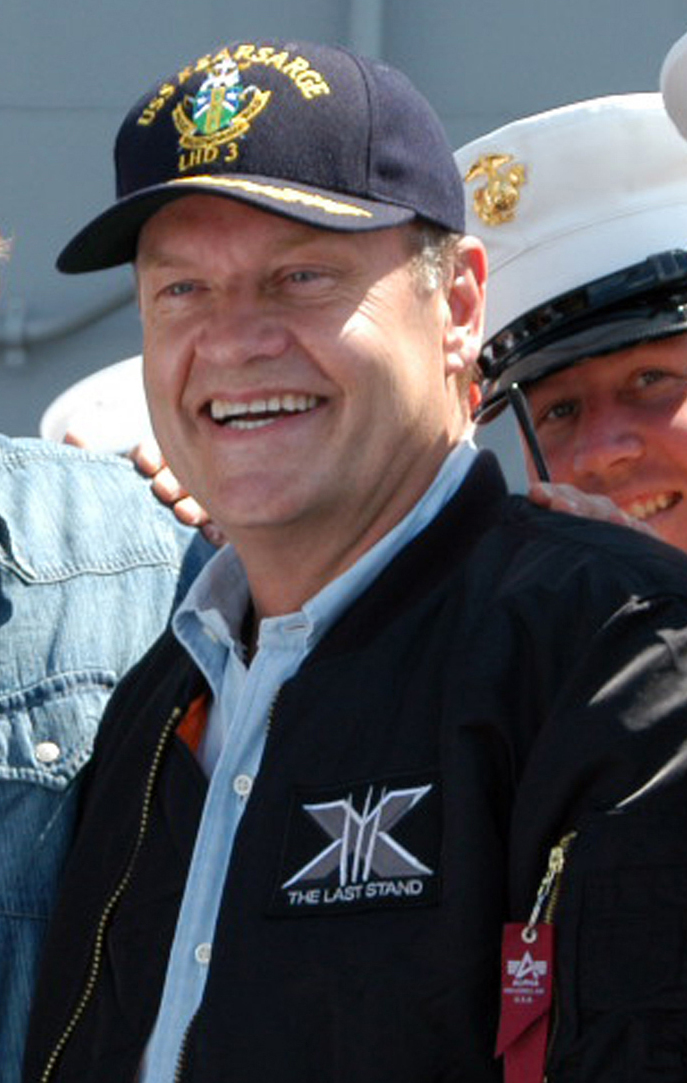
Kelsey Grammer (Frasier), winnaar beste acteur in een komische of muzikale serie

### Beste dramaserie
- 24
  - The District
  - Six Feet Under
  - The Sopranos
  - The West Wing

### Beste komische of muzikale serie
- Sex and the City
  - Dharma & Greg
  - Everybody Loves Raymond
  - Frasier
  - Friends

### Beste miniserie
- Life with Judy Garland: Me and My Shadows
  - Band of Brothers
  - Further Tales of the City
  - Anne Frank: The Whole Story
  - Uprising

### Beste televisiefilm
- The Day Reagan Was Shot
  - Conspiracy
  - Midwives
  - Varian's War
  - Wild Iris
  - Wit

### Beste actrice in een dramaserie
- Edie Falco – The Sopranos
  - Amy Brenneman – Judging Amy
  - Kim Delaney – Philly
  - Marg Helgenberger – CSI: Crime Scene Investigation
  - Sela Ward – Once and Again

### Beste acteur in een dramaserie
- Kiefer Sutherland – 24
  - James Gandolfini – The Sopranos
  - Craig T. Nelson – The District
  - William Petersen – CSI: Crime Scene Investigation
  - Martin Sheen – The West Wing

### Beste actrice in een komische of muzikale serie
- Debra Messing – Will & Grace
  - Jenna Elfman – Dharma & Greg
  - Lauren Graham – Gilmore Girls
  - Jane Kaczmarek – Malcolm in the Middle
  - Lisa Kudrow – Friends

### Beste acteur in een komische of muzikale serie
- Kelsey Grammer – Frasier
  - Thomas Cavanagh – Ed
  - Eric McCormack – Will & Grace
  - Ray Romano – Everybody Loves Raymond
  - George Segal – Just Shoot Me!

### Beste actrice in een televisiefilm of miniserie
- Judy Davis – Life with Judy Garland: Me and My Shadows
  - Laura Linney – Wild Iris
  - Sissy Spacek – Midwives
  - Hannah Taylor-Gordon – Anne Frank: The Whole Story
  - Emma Thompson – Wit

### Beste acteur in een televisiefilm of miniserie
- Richard Dreyfuss – The Day Reagan Was Shot
  - William Hurt – Varian's War
  - Ben Kingsley – Anne Frank: The Whole Story
  - Damian Lewis – Band of Brothers
  - Jeffrey Wright – Boycott

### Beste actrice in een bijrol in een televisiefilm of miniserie
- Julia Ormond – Varian's War
  - Tammy Blanchard – Life with Judy Garland: Me and My Shadows
  - Brenda Blethyn – Anne Frank: The Whole Story
  - Jill Hennessy – Jackie, Ethel, Joan: The Women of Camelot
  - Lauren Holly – Jackie, Ethel, Joan: The Women of Camelot

### Beste acteur in een bijrol in een televisiefilm of miniserie
- David Schwimmer – Band of Brothers
  - Billy Campbell – Further Tales of the City
  - Cary Elwes – Uprising
  - Colin Firth – Conspiracy
  - Stanley Tucci – Conspiracy